# 知念城
知念城（ちねんじょう、琉球語: ちねんグスク）は、沖縄県南城市知念にある12世紀末から13世紀にかけて築城されたグスク（御城）跡である。代々同地の領主である知念按司が統治した城跡と考えられている。1972年（昭和47年）5月15日に国の史跡に指定されている。

## 概要
自然石を用いた野面積みの石垣を持つ古城と、加工した石を切石積みした石垣を持つ新城の、2つの曲輪から成るグスクである。
2002年（平成14年）から行われた発掘調査で13世紀から15世紀にかけてを中心とした遺物が出土しているが、明治時代にいたるまで番所や学校などに使用され続けたため、中世から近代にかけての遺構が入り交ざった状態であるという。